# Maison Pfister
Pour les articles homonymes, voir Pfister.
La maison Pfister est un monument historique situé à Colmar, dans le département français du Haut-Rhin.

## Localisation
Derrière la maison Zum Kragen se trouve "un vrai joyau remontant au Moyen Âge".  L'édifice est situé au 11, rue des Marchands à Colmar, anciennement 11, rue Mercière, à l'emplacement d'une maison d'angle divisée dès le XVe siècle.

## Historique
La maison Pfister est probablement la maison la plus connue de Colmar. Elle a été bâtie en 1537, comme l'indique le millésime inscrit sur une fenêtre de la tourelle d'escalier, pour un chapelier de Besançon, Ludwig Scherer, en lieu et place d'une maison dite « au coq rouge » ou « zum schwarzen Hanen ». Des modifications y ont été apportées en 1577 (ajout des fresques).
De 1790 à 1830, elle appartenait au commerçant Johann Jacob Doerner. Le mercier Charles Macker l'acquit en 1830. En 1841, le commerçant François Jean Pfister et, en 1860, François Joseph Pfister, en furent les propriétaires (d'où son nom aujourd'hui),. Depuis 1892, elle appartient à la famille Judlin (commerçants en gros) qui, en 1909, la fit restaurer dans les règles de l'art.
La maison fait l'objet d'un classement au titre des monuments historiques depuis le 14 mars 1927.
Elle est restaurée en 1971 à l'instar de la maison Kammerzell à Strasbourg.
En 2012, la façade et la toiture ont été entièrement restaurées à l’origine.

## Architecture

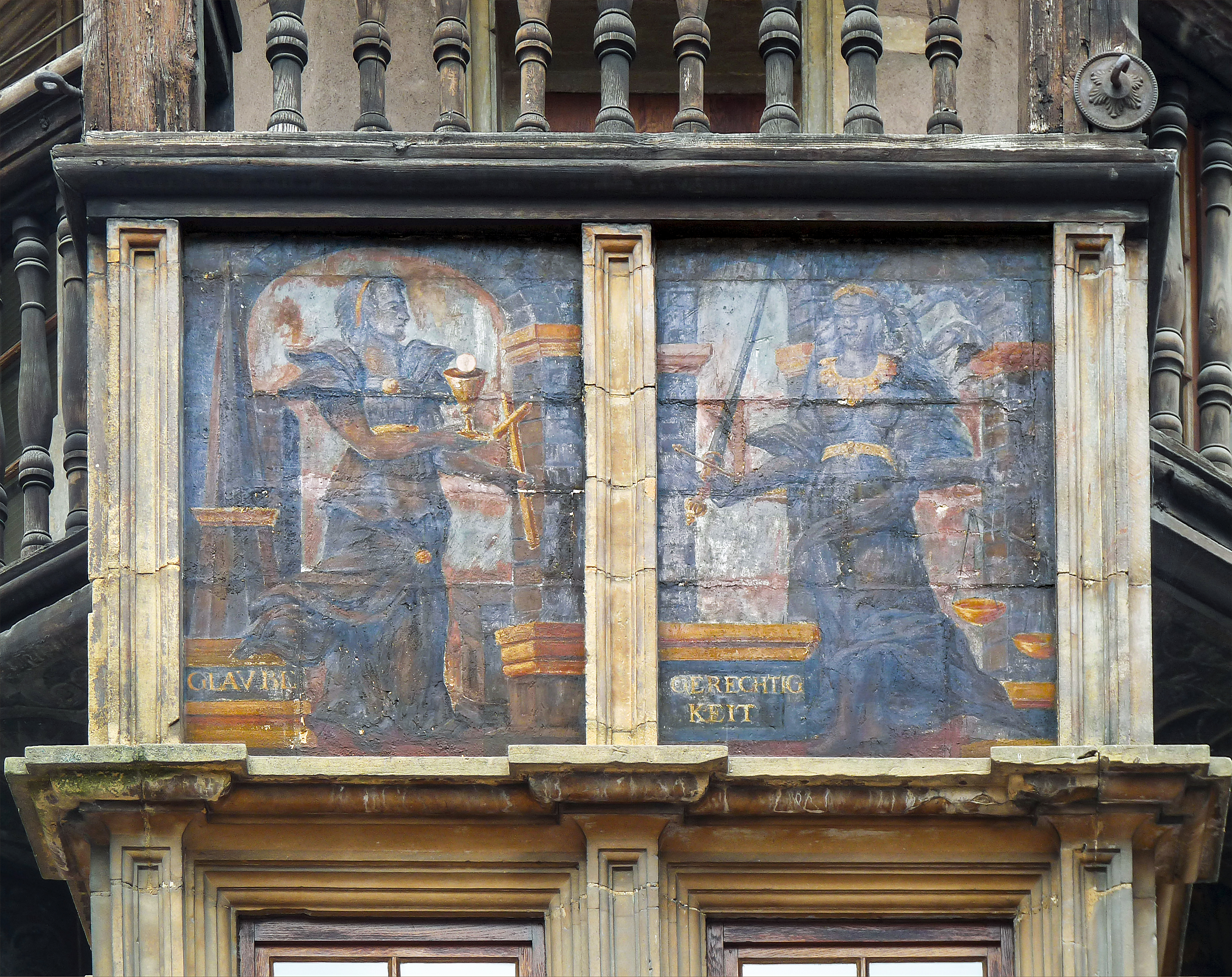
Détail de l'oriel en bois.

Construit en grès jaune de Rouffach et bois, ce joyau d'architecture se distingue par son oriel d'angle à deux étages et par sa tourelle.
Le bâtiment possède un rez-de-chaussée à arcades en segment d'arc, deux étages avec fenêtres à meneau, triplets et croisées et deux niveaux de combles. L'oriel occupe deux étages : en bas pierres d'ogives curviligne de survivance gothique, en haut galerie à balustrade en bois. La tourelle d'escalier en vis, de plan octogonal, est coiffée d'un bulbe.
Les peintures qui décorent les façades, attribuées à Christian Vacksterffer, représentent les empereurs germaniques du XVIe siècle (médaillons en bas-reliefs peints), des blasons (l'Empire, Colmar, la Haute-Alsace), les Quatre Évangélistes, les pères de l'Église d'Occident, des scènes de la Genèse et des figures allégoriques telles que la Foi (Glaube) et la Justice (Gerechtigkeit).